# دهستان زنجیره
دهستان زنجیره، یکی از دهستان‌های بخش شباب شهرستان چرداول در استان ایلام ایران است. مرکز این دهستان، روستای زنجیره علیا است.

## جمعیت
بر پایه سرشماری عمومی نفوس و مسکن در سال ۱۳۹۵، جمعیت دهستان زنجیره برابر با ۳٬۷۳۶ نفر بوده‌است.